# Fossignano
Fossignano è una frazione del comune di Aprilia, storicamente nella contrada sorgeva il castello dei Frangipane (900 d.C.) che dominò la zona prima del dominio degli Annibaldi (XIV sec.), dei Colonna signori di Ardea e di quello dei Caffarelli (nel 1400). Il castello di Fossignano fornì più volte una difesa allo Stato della Chiesa. In località Castellaccio in Fossignano, si trovano ancora oggi i resti di tale castello, mentre in Campo del Fico vi è il palazzo dei Colonna del 1461 e in località Casalazzara i resti di una torre medievale adibita a lazzaretto. Tutto questo territorio dall'antichità al Medioevo era dominato da Ardea prima di passare ad Aprilia.